# Liga dos Campeões Dois da AFC de 2024–25
A Liga dos Campeões Dois da AFC de 2024–25 foi a 21ª edição do torneio de futebol de clubes de segunda divisão da Ásia, organizado pela Confederação Asiática de Futebol (AFC) e o primeiro desde que foi renomeado como Liga dos Campeões Dois da AFC.
Esta foi a primeira temporada usando um formato revisado. Contou com 32 equipes na fase de grupos. A final foi disputada em 18 de maio de 2025 no Estádio de Bishan, em Bishan, Singapura. Os vencedores ganharam uma vaga indireta na fase preliminar para a Elite da Liga dos Campeões da AFC de 2025–26, caso ainda não estivessem classificados por meio de seu desempenho nacional.
O Central Coast Mariners era o atual campeão, mas não conseguiu defender o título, pois participou da fase de liga da Liga dos Campeões de Elite da AFC.

## Distribuição das vagas
As associações receberam vagas de acordo com a classificação das competições de clubes, que foi publicada após a conclusão das competições de 2022.
| Participação na Liga dos Campeões da AFC Dois de 2024–25 | Participação na Liga dos Campeões da AFC Dois de 2024–25 |
| -------------------------------------------------------- | -------------------------------------------------------- |
|                                                          | Participando                                             |
|                                                          | Não participando                                         |

| Classificação | Classificação | Associação membro                                                                 | Pontos                        | Vagas         | Vagas        |
| Classificação | Classificação | Associação membro                                                                 | Pontos                        | Fase de grupo | Eliminatória |
| Região        | AFC           | Associação membro                                                                 | Pontos                        | Fase de grupo | Eliminatória |
| ------------- | ------------- | --------------------------------------------------------------------------------- | ----------------------------- | ------------- | ------------ |
| —             | —             | Eliminados na rodada de qualificação Liga dos Campeões de Elite da AFC de 2024–25 | —                             | 2             | 0            |
| 1             | 1             | Arábia Saudita                                                                    | 93.795                        | 1             | 0            |
| 2             | 4             | Catar                                                                             | 79.950                        | 1             | 0            |
| 3             | 5             | Irão                                                                              | 72.018                        | 1             | 0            |
| 4             | 6             | Emirados Árabes Unidos                                                            | 64.129                        | 1             | 0            |
| 5             | 9             | Uzbequistão                                                                       | 45.006                        | 1             | 0            |
| 6             | 10            | Iraque                                                                            | 36.901                        | 1             | 0            |
| 7             | 12            | Jordânia                                                                          | 30.161                        | 2             | 0            |
| 8             | 16            | Tajiquistão                                                                       | 23.976                        | 2             | 0            |
| 9             | 17            | Índia                                                                             | 23.639                        | 1             | 1            |
| 10            | 18            | Bahrein                                                                           | 20.681                        | 1             | 1            |
| 11            | 19            | Kuwait                                                                            | 20.069                        | 0             | 1            |
| 12            | 20            | Turquemenistão                                                                    | 19.464                        | 0             | 1            |
| Total         | Total         | Associações participantes: 12                                                     | Associações participantes: 12 | 14            | 4            |
| Total         | Total         | Associações participantes: 12                                                     | Associações participantes: 12 | 18            |              |

| Classificação | Classificação | Associação membro                                                                 | Pontos                        | Vagas         | Vagas         | Vagas |
| Classificação | Classificação | Associação membro                                                                 | Pontos                        | Fase de grupo | Eliminatórias |       |
| Região        | AFC           | Associação membro                                                                 | Pontos                        | Fase de grupo | Eliminatórias |       |
| ------------- | ------------- | --------------------------------------------------------------------------------- | ----------------------------- | ------------- | ------------- | ----- |
| —             | —             | Eliminados na rodada de qualificação Liga dos Campeões de Elite da AFC de 2024–25 | —                             | 1             | 0             |       |
| 1             | 2             | Japão                                                                             | 91.821                        | 1             | 0             |       |
| 2             | 3             | Coreia do Sul                                                                     | 88.295                        | 1             | 0             |       |
| 3             | 7             | China                                                                             | 57.630                        | 1             | 0             |       |
| 4             | 8             | Tailândia                                                                         | 49.470                        | (1) 2         | 0             |       |
| 5             | 11            | Austrália                                                                         | 33.830                        | 1             | 0             |       |
| 6             | 13            | Malásia                                                                           | 29.951                        | 1             | 0             |       |
| 7             | 14            | Vietname                                                                          | 29.469                        | (2) 1         | 0             |       |
| 8             | 15            | Hong Kong                                                                         | 27.450                        | 2             | 0             |       |
| 9             | 21            | Filipinas                                                                         | 18.428                        | 2             | 0             |       |
| 10            | 24            | Singapura                                                                         | 16.824                        | 2             | 0             |       |
| 11            | 25            | Coreia do Norte                                                                   | 16.117                        | 0             | 0             |       |
| 12            | 26            | Indonésia                                                                         | 15.083                        | 1             | 0             |       |
| Total         | Total         | Associações participantes: 11                                                     | Associações participantes: 11 | 16            | 0             |       |
| Total         | Total         | Associações participantes: 11                                                     | Associações participantes: 11 | 16            |               |       |

## Times
O número de aparições e a última aparição incluem a Copa AFC como antecessora da Liga dos Campeões Dois da AFC.
| Time              | Método qualificatório                                                              | Par. (última) |
| ----------------- | ---------------------------------------------------------------------------------- | ------------- |
| Shabab Al-Ahli    | Eliminados na qualificatória da Liga dos Campeões de Elite da AFC de 2024–25       | 1ª            |
| Sepahan           | Eliminados na qualificatória da Liga dos Campeões de Elite da AFC de 2024–25       | 1ª            |
| Al-Taawoun        | Quarto lugar na Liga Profissional Saudita de 2023–24                               | 1ª            |
| Al-Wakrah         | Quarto lugar na Liga do Catar de 2023–24                                           | 1ª            |
| Tractor           | Quarto lugar na Iran Pro League de 2023–24                                         | 1ª            |
| Sharjah           | Quarto lugar no Campeonato Emiradense de 2023–24                                   | 1ª            |
| Nasaf             | Campeões da Copa do Uzbequistão de 2023 Vice-campeão do Campeonato Uzbeque de 2023 | 4ª (2021)     |
| Al-Quwa Al-Jawiya | Vice-campeão do Campeonato Iraquiano de 2023–24                                    | 4ª (2018)     |
| Al-Hussein        | Campeão do Campeonato Jordano de 2023–24                                           | 2ª (2005)     |
| Al-Wehdat         | Campeão da Copa da Jordânia de 2023–24                                             | 13ª (2023–24) |
| Istiklol          | Campeão do Campeonato Tajique de 2023 e da Copa do Tajiquistão de 2023             | 7ª (2020)     |
| Ravshan Kulob     | Vice-campeão do Campeonato Tajique de 2023                                         | 5ª (2023–24)  |
| Al-Khaldiya       | Campeão da Bahraini Premier League de 2023–24                                      | 2ª (2023–24)  |

| Time        | Método qualificatório                        | Par. (última) |
| ----------- | -------------------------------------------- | ------------- |
| East Bengal | Campeão da Superliga Indiana de 2024         | 9ª (2015)     |
| Al-Ahli     | Campeão da Copa do Rei do Bahrein de 2023–24 | 1ª            |
| Al-Kuwait   | Campeão do Campeonato Kuwaitiano de 2023–24  | 13ª (2023–24) |
| Altyn Asyr  | Vice-campeão do Campeonato Turcomeno de 2023 | 10ª (2023–24) |

| Time           | Método qualificatório                   | Par. (última) |
| -------------- | --------------------------------------- | ------------- |
| Mohun Bagan SG | Campeão da Superliga Indiana de 2023–24 | 8ª (2023–24)  |

| Time                   | Método qualificatório                                                                 | Par. (última) |
| ---------------------- | ------------------------------------------------------------------------------------- | ------------- |
| Bangkok United         | Eliminados na qualificatória da Liga dos Campeões de Elite da AFC de 2024–25          | 1ª            |
| Sanfrecce Hiroshima    | Terceiro lugar na J-League de 2023                                                    | 1ª            |
| Jeonbuk Hyundai Motors | Quarto lugar na K League de 2023                                                      | 1ª            |
| Zhejiang               | Terceiro lugar na Superliga Chinesa de 2023                                           | 1ª            |
| Port                   | Terceiro lugar no Campeonato Tailandês de 2023–24}}                                   | 2ª (2010)     |
| Muangthong United      | Quinto lugar no Campeonato Tailandês de 2023–24                                       | 3ª (2011)     |
| Sydney FC              | Campeão da Copa da Austrália de 2023                                                  | 1ª            |
| Selangor               | Vice-campeão do Campeonato Malaio de 2023                                             | 6ª (2016)     |
| Nam Định               | Campeão do Campeonato Vietnamita de 2023–24                                           | 1ª            |
| Lee Man                | Campeão da Hong Kong Premier League de 2023–24                                        | 3ª (2022)     |
| Eastern                | Campeão da Copa FA de Hong Kong de 2023–24                                            | 4ª (2022)     |
| Kaya–Iloilo            | Campeão do Campeonato Filipino de 2024 e da Copa Paulino Alcântara de 2023            | 5ª (2022)     |
| DH Cebu                | Vice-campeão da Singapore Premier League de 2024                                      | 2ª (2023–24)  |
| Lion City Sailors      | Vice-campeão da Singapore Premier League de 2023 Campeão da Copa de Singapura de 2023 | 11ª (2019)    |
| Tampines Rovers        | Terceiro lugar na Singapore Premier League de 2023                                    | 15ª (2023–24) |
| Persib                 | Campeão do Campeonato Indonésio de 2023–24                                            | 2ª (2015)     |

| Time      | Método qualificatório                  | Par. (última) |
| --------- | -------------------------------------- | ------------- |
| Thanh Hóa | Campeão da Copa do Vietname de 2023–24 | 2ª (2018)     |

## Calendário
O calendário da competição é o seguinte. Todas as partidas serão disputadas às terças, quartas e quintas-feiras, exceto a final, que acontece no domingo.
| Fase              | Rodada           | Data do sorteio        | Região oeste                                    | Região leste                                    |
| ----------------- | ---------------- | ---------------------- | ----------------------------------------------- | ----------------------------------------------- |
| Fase preliminar   | Fase preliminar  | Sem sorteio            | 14 de agosto de 2024                            | 14 de agosto de 2024                            |
| Fase de grupo     | 1ª rodada        | 16 de agosto de 2024   | 17–18 de setembro de 2024                       | 18–19 de setembro de 2024                       |
| Fase de grupo     | 2ª rodada        | 16 de agosto de 2024   | 1–2 de outubro de 2024                          | 2–3 de outubro de 2024                          |
| Fase de grupo     | 3ª rodada        | 16 de agosto de 2024   | 22–23 de outubro de 2024                        | 23–24 de outubro de 2024                        |
| Fase de grupo     | 4ª rodada        | 16 de agosto de 2024   | 5–6 de novembro de 2024                         | 6–7 de novembro de 2024                         |
| Fase de grupo     | 5ª rodada        | 16 de agosto de 2024   | 26–27 de novembro de 2024                       | 27–28 de novembro de 2024                       |
| Fase de grupo     | 6ª rodada        | 16 de agosto de 2024   | 3–4 de dezembro de 2024                         | 4–5 de dezembro de 2024                         |
| Fase eliminatória | Oitavas de final | 12 de dezembro de 2024 | 11–12 e 18–19 de fevereiro de 2025              | 12–13 e 19–20 de fevereiro de 2025              |
| Fase eliminatória | Quartas de final | 12 de dezembro de 2024 | 4–5 e 11–12 de março de 2025                    | 5–6 e 12–13 de março de 2025                    |
| Fase eliminatória | Semifinais       | 12 de dezembro de 2024 | 8 e 15 de abril de 2025                         | 9 e 16 de abril de 2025                         |
| Fase eliminatória | Final            | 12 de dezembro de 2024 | 18 de maio de 2025 no Estádio de Bishan, Bishan | 18 de maio de 2025 no Estádio de Bishan, Bishan |

## Eliminatórias de qualificação
O chaveamento das eliminatórias classificatórias para cada região foi determinada com base na classificação da associação de cada equipe e sua classificação dentro de sua associação, com a equipe da associação com classificação mais alta sediando a partida. Times da mesma associação não poderiam ser colocados no mesmo confronto. Os dois vencedores da rodada de play-offs (dois da Região Oeste) avançaram para a fase de grupos para se juntar aos 30 participantes diretos, enquanto os perdedores dos play-offs classificatórios entraram na fase de grupos da AFC Challenge League de 2024–25.
| Equipe 1    | Resultado | Equipe 2   |
| ----------- | --------- | ---------- |
| East Bengal | 2–3       | Altyn Asyr |
| Al-Ahli     | 0–1       | Al-Kuwait  |

## Fase de grupo
O sorteio para a fase de grupos ocorreu em 16 de agosto no InterContinental Kuala Lumpur, Malásia. As 32 equipes foram divididas em oito grupos de quatro: quatro grupos na Região Oeste (Grupos A–D) e na Região Leste (Grupos E–H). Para cada região, as equipes foram divididas em quatro potes e sorteadas nas posições relevantes dentro de cada grupo, com base na classificação da associação e na classificação dentro da associação. Times da mesma associação não poderiam ser sorteados para o mesmo grupo.

### Região Oeste

#### Grupo A
| Pos | Equipe         | Pts | J | V | E | D | GP | GC | SG  | Classificado                    |
| --- | -------------- | --- | - | - | - | - | -- | -- | --- | ------------------------------- |
| 1   | Tractor        | 10  | 4 | 3 | 1 | 0 | 16 | 4  | +12 | Avança para as oitavas-de-final |
| 2   | Al-Wakrah      | 4   | 4 | 1 | 1 | 2 | 4  | 8  | −4  | Avança para as oitavas-de-final |
| 3   | Ravshan Kulob  | 3   | 4 | 1 | 0 | 3 | 3  | 11 | −8  |                                 |
| 4   | Mohun Bagan SG | 0   | 0 | 0 | 0 | 0 | 0  | 0  | 0   | retirado                        |

1. ↑  Formato pré-determinado
2. ↑  Em 7 de outubro de 2024, a AFC anunciou que o Mohun Bagan SG foi considerado retirado da Liga dos Campeões Dois da AFC após não comparecer à partida contra o Tractor em Tabriz. A partida individual deles foi anulada.[15]

#### Grupo B
| Pos | Equipe            | Pts | J | V | E | D | GP | GC | SG  | Classificado                    |
| --- | ----------------- | --- | - | - | - | - | -- | -- | --- | ------------------------------- |
| 1   | Al-Taawoun        | 15  | 6 | 5 | 0 | 1 | 13 | 6  | +7  | Avança para as oitavas-de-final |
| 2   | Al-Khaldiya       | 12  | 6 | 4 | 0 | 2 | 14 | 7  | +7  | Avança para as oitavas-de-final |
| 3   | Al-Quwa Al-Jawiya | 9   | 6 | 3 | 0 | 3 | 8  | 9  | −1  |                                 |
| 4   | Altyn Asyr        | 0   | 6 | 0 | 0 | 6 | 2  | 15 | −13 |                                 |

#### Grupo C
| Pos | Equipe    | Pts | J | V | E | D | GP | GC | SG  | Classificado                    |
| --- | --------- | --- | - | - | - | - | -- | -- | --- | ------------------------------- |
| 1   | Sharjah   | 13  | 6 | 4 | 1 | 1 | 13 | 8  | +5  | Avança para as oitavas-de-final |
| 2   | Al-Wehdat | 11  | 6 | 3 | 2 | 1 | 8  | 7  | +1  | Avança para as oitavas-de-final |
| 3   | Sepahan   | 10  | 6 | 3 | 1 | 2 | 12 | 7  | +5  |                                 |
| 4   | Istiklol  | 0   | 6 | 0 | 0 | 6 | 1  | 12 | −11 |                                 |

#### Grupo D
| Pos | Equipe         | Pts | J | V | E | D | GP | GC | SG | Classificado                    |
| --- | -------------- | --- | - | - | - | - | -- | -- | -- | ------------------------------- |
| 1   | Shabab Al-Ahli | 13  | 6 | 4 | 1 | 1 | 17 | 11 | +6 | Avança para as oitavas-de-final |
| 2   | Al-Hussein     | 10  | 6 | 3 | 1 | 2 | 11 | 11 | 0  | Avança para as oitavas-de-final |
| 3   | Al-Kuwait      | 6   | 6 | 1 | 3 | 2 | 9  | 12 | −3 |                                 |
| 4   | Nasaf Qarshi   | 4   | 6 | 1 | 1 | 4 | 7  | 10 | −3 |                                 |

### Região Leste

#### Grupo E
| Pos | Equipe              | Pts | J | V | E | D | GP | GC | SG  | Classificado                    |
| --- | ------------------- | --- | - | - | - | - | -- | -- | --- | ------------------------------- |
| 1   | Sanfrecce Hiroshima | 16  | 6 | 5 | 1 | 0 | 14 | 5  | +9  | Avança para as oitavas-de-final |
| 2   | Sydney FC           | 12  | 6 | 4 | 0 | 2 | 17 | 6  | +11 | Avança para as oitavas-de-final |
| 3   | Kaya–Iloilo         | 4   | 6 | 1 | 1 | 4 | 6  | 14 | −8  |                                 |
| 4   | Eastern             | 3   | 6 | 1 | 0 | 5 | 7  | 19 | −12 |                                 |

#### Grupo F
| Pos | Equipe            | Pts | J | V | E | D | GP | GC | SG | Classificado                    |
| --- | ----------------- | --- | - | - | - | - | -- | -- | -- | ------------------------------- |
| 1   | Lion City Sailors | 10  | 6 | 3 | 1 | 2 | 15 | 11 | +4 | Avança para as oitavas-de-final |
| 2   | Port              | 10  | 6 | 3 | 1 | 2 | 9  | 11 | −2 | Avança para as oitavas-de-final |
| 3   | Zhejiang          | 9   | 6 | 3 | 0 | 3 | 10 | 10 | 0  |                                 |
| 4   | Persib            | 5   | 6 | 1 | 2 | 3 | 9  | 11 | −2 |                                 |

#### Grupo G
| Pos | Equipe          | Pts | J | V | E | D | GP | GC | SG  | Classificado                    |
| --- | --------------- | --- | - | - | - | - | -- | -- | --- | ------------------------------- |
| 1   | Bangkok United  | 13  | 6 | 4 | 1 | 1 | 12 | 6  | +6  | Avança para as oitavas-de-final |
| 2   | Nam Định        | 11  | 6 | 3 | 2 | 1 | 13 | 8  | +5  | Avança para as oitavas-de-final |
| 3   | Tampines Rovers | 8   | 6 | 2 | 2 | 2 | 11 | 11 | 0   |                                 |
| 4   | Lee Man         | 1   | 6 | 0 | 1 | 5 | 2  | 13 | −11 |                                 |

#### Grupo H
| Pos | Equipe                 | Pts | J | V | E | D | GP | GC | SG  | Classificado                    |
| --- | ---------------------- | --- | - | - | - | - | -- | -- | --- | ------------------------------- |
| 1   | Jeonbuk Hyundai Motors | 12  | 6 | 4 | 0 | 2 | 16 | 4  | +12 | Avança para as oitavas-de-final |
| 2   | Muangthong United      | 11  | 6 | 3 | 2 | 1 | 16 | 10 | +6  | Avança para as oitavas-de-final |
| 3   | Selangor               | 10  | 6 | 3 | 1 | 2 | 9  | 5  | +4  |                                 |
| 4   | DH Cebu                | 1   | 6 | 0 | 1 | 5 | 4  | 26 | −22 |                                 |

## Fase final
Na fase eliminatória, as 16 equipes jogarão um torneio de eliminação única. Cada eliminatória será disputada em jogos de ida e volta, exceto a final, que será disputada em partida única. Se necessário, serão utilizados prorrogação e disputa de pênaltis para decidir os vencedores (Artigo 10 do Regulamento). A ordem das partidas (casa x fora) será determinada no sorteio, exceto a final. O local final foi pré-determinado em rodízio, com a partida sendo sediada pelo time da Região Leste. O sorteio para a fase eliminatória foi realizado em 12 de dezembro de 2024.

### Chaveamento
|  |                        |                  |                   |                  |   |       |                        |                  |                        |                  |  |  |            |            |            |            |  |  |       |       |
|  | Oitavas de final       | Oitavas de final | Oitavas de final  | Oitavas de final |   |       | Oitavas de final       | Oitavas de final | Oitavas de final       | Oitavas de final |  |  | Semifinais | Semifinais | Semifinais | Semifinais |  |  | Final | Final |
|  | Oitavas de final       | Oitavas de final | Oitavas de final  | Oitavas de final |   |       | Oitavas de final       | Oitavas de final | Oitavas de final       | Oitavas de final |  |  | Semifinais | Semifinais | Semifinais | Semifinais |  |  | Final | Final |
|  |                        |                  |                   |                  |   |       |                        |                  |                        |                  |  |  |            |            |            |            |  |  |       |       |
|  |                        |                  |                   |                  |   |       |                        |                  |                        |                  |  |  |            |            |            |            |  |  |       |       |
|  | Nam Định               | 0                | 0                 | 0                |   |       |                        |                  |                        |                  |  |  |            |            |            |            |  |  |       |       |
|  | Nam Định               | 0                | 0                 | 0                |   |       |                        |                  |                        |                  |  |  |            |            |            |            |  |  |       |       |
|  | Sanfrecce Hiroshima    | 3                | 4                 | 7                |   |       |                        |                  |                        |                  |  |  |            |            |            |            |  |  |       |       |
|  | Sanfrecce Hiroshima    | 3                | 4                 | 7                |   |       | Sanfrecce Hiroshima    | 0                | 1                      | 1                |  |  |            |            |            |            |  |  |       |       |
|  |                        |                  |                   |                  |   |       | Sanfrecce Hiroshima    | 0                | 1                      | 1                |  |  |            |            |            |            |  |  |       |       |
|  |                        |                  | Lion City Sailors | 3                | 1 | 4     |                        |                  |                        |                  |  |  |            |            |            |            |  |  |       |       |
|  | Muangthong United      | 2                | Lion City Sailors | 3                | 1 | 4     | 0                      | 2                |                        |                  |  |  |            |            |            |            |  |  |       |       |
|  | Muangthong United      | 2                |                   |                  |   |       |                        |                  |                        |                  |  |  |            |            |            |            |  |  |       |       |
|  | Lion City Sailors      | 3                | 4                 | 7                |   |       |                        |                  |                        |                  |  |  |            |            |            |            |  |  |       |       |
|  | Lion City Sailors      | 3                | 4                 | 7                |   |       | Lion City Sailors      | 2                | 0                      | 2                |  |  |            |            |            |            |  |  |       |       |
|  | Região Leste           |                  |                   |                  |   |       | Lion City Sailors      | 2                | 0                      | 2                |  |  |            |            |            |            |  |  |       |       |
|  |                        |                  | Sydney FC         | 0                | 1 | 1     |                        |                  |                        |                  |  |  |            |            |            |            |  |  |       |       |
|  | Port                   | 0                | Sydney FC         | 0                | 1 | 1     | 0                      | 0                |                        |                  |  |  |            |            |            |            |  |  |       |       |
|  | Port                   | 0                |                   |                  |   |       |                        |                  |                        |                  |  |  |            |            |            |            |  |  |       |       |
|  | Jeonbuk Hyundai Motors | 4                | 1                 | 5                |   |       |                        |                  |                        |                  |  |  |            |            |            |            |  |  |       |       |
|  | Jeonbuk Hyundai Motors | 4                | 1                 | 5                |   |       | Jeonbuk Hyundai Motors | 0                | 2                      | 2                |  |  |            |            |            |            |  |  |       |       |
|  |                        |                  |                   |                  |   |       | Jeonbuk Hyundai Motors | 0                | 2                      | 2                |  |  |            |            |            |            |  |  |       |       |
|  |                        |                  | Sydney FC         | 2                | 3 | 5     |                        |                  |                        |                  |  |  |            |            |            |            |  |  |       |       |
|  | Sydney FC              | 2                | Sydney FC         | 2                | 3 | 5     | 3                      | 5                |                        |                  |  |  |            |            |            |            |  |  |       |       |
|  | Sydney FC              | 2                |                   |                  |   |       | 3                      | 5                | 18 de maio – Singapura |                  |  |  |            |            |            |            |  |  |       |       |
|  | Bangkok United         | 2                | 2                 | 4                |   |       |                        |                  |                        |                  |  |  |            |            |            |            |  |  |       |       |
|  | Bangkok United         | 2                | 2                 | 4                |   |       | Lion City Sailors      | 1                |                        |                  |  |  |            |            |            |            |  |  |       |       |
|  |                        |                  |                   |                  |   |       |                        |                  |                        |                  |  |  |            |            |            |            |  |  |       |       |
|  |                        |                  | Sharjah           | 2                |   |       |                        |                  |                        |                  |  |  |            |            |            |            |  |  |       |       |
|  | Al-Khaldiya            | 1                | Sharjah           | 2                | 3 | 4     |                        |                  |                        |                  |  |  |            |            |            |            |  |  |       |       |
|  | Al-Khaldiya            | 1                |                   |                  | 3 | 4     |                        |                  |                        |                  |  |  |            |            |            |            |  |  |       |       |
|  | Tractor                | 2                | 3                 | 5                |   |       |                        |                  |                        |                  |  |  |            |            |            |            |  |  |       |       |
|  | Tractor                | 2                | 3                 | 5                |   |       | Tractor                | 0                | 2                      | 2 (2)            |  |  |            |            |            |            |  |  |       |       |
|  |                        |                  |                   |                  |   |       | Tractor                | 0                | 2                      | 2 (2)            |  |  |            |            |            |            |  |  |       |       |
|  |                        |                  | Al-Taawoun        | 0                | 2 | 2 (4) |                        |                  |                        |                  |  |  |            |            |            |            |  |  |       |       |
|  | Al-Wakrah              | 2                | Al-Taawoun        | 0                | 2 | 2 (4) | 2                      | 4 (3)            |                        |                  |  |  |            |            |            |            |  |  |       |       |
|  | Al-Wakrah              | 2                |                   |                  |   |       |                        |                  |                        |                  |  |  |            |            |            |            |  |  |       |       |
|  | Al-Taawoun             | 2                | 2                 | 4 (4)            |   |       |                        |                  |                        |                  |  |  |            |            |            |            |  |  |       |       |
|  | Al-Taawoun             | 2                | 2                 | 4 (4)            |   |       | Al-Taawoun             | 1                | 0                      | 1                |  |  |            |            |            |            |  |  |       |       |
|  | Região Oeste           |                  |                   |                  |   |       | Al-Taawoun             | 1                | 0                      | 1                |  |  |            |            |            |            |  |  |       |       |
|  |                        |                  | Sharjah           | 0                | 2 | 2     |                        |                  |                        |                  |  |  |            |            |            |            |  |  |       |       |
|  | Al-Wehdat              | 0                | Sharjah           | 0                | 2 | 2     | 3                      | 3                |                        |                  |  |  |            |            |            |            |  |  |       |       |
|  | Al-Wehdat              | 0                |                   |                  |   |       |                        |                  |                        |                  |  |  |            |            |            |            |  |  |       |       |
|  | Shabab Al Ahli         | 2                | 4                 | 6                |   |       |                        |                  |                        |                  |  |  |            |            |            |            |  |  |       |       |
|  | Shabab Al Ahli         | 2                | 4                 | 6                |   |       | Shabab Al Ahli         | 1                | 1                      | 2 (4)            |  |  |            |            |            |            |  |  |       |       |
|  |                        |                  |                   |                  |   |       | Shabab Al Ahli         | 1                | 1                      | 2 (4)            |  |  |            |            |            |            |  |  |       |       |
|  |                        |                  | Sharjah           | 1                | 1 | 2 (5) |                        |                  |                        |                  |  |  |            |            |            |            |  |  |       |       |
|  | Al-Hussein             | 0                | Sharjah           | 1                | 1 | 2 (5) | 1                      | 1 (0)            |                        |                  |  |  |            |            |            |            |  |  |       |       |
|  | Al-Hussein             | 0                |                   |                  |   |       |                        |                  |                        |                  |  |  |            |            |            |            |  |  |       |       |
|  | Sharjah                | 1                | 0                 | 1 (3)            |   |       |                        |                  |                        |                  |  |  |            |            |            |            |  |  |       |       |
|  | Sharjah                | 1                | 0                 | 1 (3)            |   |       |                        |                  |                        |                  |  |  |            |            |            |            |  |  |       |       |

### Oitavas de final
As partidas de ida foram disputadas nos dias 11, 12 e 13 de fevereiro, e as de volta nos dias 18, 19 e 20 de fevereiro de 2025.
| Equipe 1    | Total       | Equipe 2       | 1.º jogo | 2.º jogo |
| ----------- | ----------- | -------------- | -------- | -------- |
| Al-Khaldiya | 4–5         | Tractor        | 1–2      | 3–3      |
| Al-Wakrah   | 4–4 (3–4 p) | Al-Taawoun     | 2–2      | 2–2      |
| Al-Wehdat   | 3–6         | Shabab Al-Ahli | 0–2      | 3–4      |
| Al-Hussein  | 1–1 (0–3 p) | Sharjah        | 0–1      | 1–0      |

| Equipe 1          | Total | Equipe 2               | 1.º jogo | 2.º jogo |
| ----------------- | ----- | ---------------------- | -------- | -------- |
| Nam Ðịnh          | 0–7   | Sanfrecce Hiroshima    | 0–3      | 0–4      |
| Muangthong United | 2–7   | Lion City Sailors      | 2–3      | 0–4      |
| Port              | 0–5   | Jeonbuk Hyundai Motors | 0–4      | 0–1      |
| Sydney FC         | 5–4   | Bangkok United         | 2–2      | 3–2      |

### Quartas de final
| Equipe 1       | Total       | Equipe 2   | 1.º jogo | 2.º jogo |
| -------------- | ----------- | ---------- | -------- | -------- |
| Tractor        | 2–2 (2–4 p) | Al-Taawoun | 0–0      | 2–2      |
| Shabab Al-Ahli | 2–2 (4–5 p) | Sharjah    | 1–1      | 1–1      |

| Equipe 1               | Total | Equipe 2  | 1.º jogo | 2.º jogo |
| ---------------------- | ----- | --------- | -------- | -------- |
| Sanfrecce Hiroshima    | 1–4   | Lion City | 0–3      | 1–1      |
| Jeonbuk Hyundai Motors | 2–5   | Sydney FC | 0–2      | 2–3      |

### Semifinais
| Equipe 1   | Total | Equipe 2 | 1.º jogo | 2.º jogo |
| ---------- | ----- | -------- | -------- | -------- |
| Al-Taawoun | 1–2   | Sharjah  | 1–0      | 0–2      |

| Equipe 1  | Total | Equipe 2  | 1.º jogo | 2.º jogo |
| --------- | ----- | --------- | -------- | -------- |
| Lion City | 2–1   | Sydney FC | 2–0      | 0–1      |

### Final
A final foi disputada em 18 de maio de 2025, com o time da região Leste sediando a final.
| 18 de maio de 2025 | Lion City       | 1 – 2     | Sharjah                      | Estádio de Bishan, Singapura           |
| 20:00 (UTC+8)      | Lestienne 90+1' | Relatório | 74' Ben Larbi · 90+7' Meloni | Público: 9 737 Árbitro: Ammar Mahfoodh |

## Artilheiros
| Classificação | Jogador                  | Time              | RD1 | RD2 | RD3 | RD4 | RD5 | RD6 | OF-1 | OF-2 | QF1 | QF2 | SF1 | SF2 | F1 | Total |
| ------------- | ------------------------ | ----------------- | --- | --- | --- | --- | --- | --- | ---- | ---- | --- | --- | --- | --- | -- | ----- |
| 1             | Sardar Azmoun            | Shabab Al-Ahli    | 1   |     |     |     | 1   | 2   | 2    | 2    | 1   |     |     |     |    | 9     |
| 2             | Shawal Anuar             | Lion City Sailors |     |     | 2   | 1   |     | 1   | 1    | 2    | 1   |     |     |     |    | 8     |
| 3             | Amirhossein Hosseinzadeh | Tractor           |     |     | 2   | 2   | 1   |     | 1    | 1    |     |     |     |     |    | 7     |
| 4             | Patryk Klimala           | Sydney FC         |     | 2   |     |     | 1   |     |      |      | 2   | 1   |     |     |    | 6     |
| 5             | Kamil Al-Aswad           | Al-Khaldiya       |     |     | 1   | 3   | 1   |     |      |      |     |     |     |     |    | 5     |
| 5             | Muhsen Al-Ghassani       | Bangkok United    | 2   |     |     | 1   |     | 1   |      | 1    |     |     |     |     |    | 5     |
| 5             | Musa Barrow              | Al-Taawoun        | 2   |     |     | 2   |     |     |      |      |     | 1   |     |     |    | 5     |
| 5             | Gelson Dala              | Al-Wakrah         |     | 1   |     |     | 1   |     | 1    | 2    |     |     |     |     |    | 5     |
| 5             | Ousseynou Gueye          | Al-Wehdat         | 1   | 2   |     | 1   |     |     |      | 1    |     |     |     |     |    | 5     |
| 5             | Luanzinho                | Sharjah           |     |     | 1   | 1   | 1   | 2   |      |      |     |     |     |     |    | 5     |
| 5             | Caio Lucas               | Sharjah           |     |     | 1   |     | 1   | 1   | 1    |      | 1   |     |     |     |    | 5     |
| 5             | Mateusão                 | Shabab Al-Ahli    | 1   | 1   | 1   |     |     | 1   |      | 1    |     |     |     |     |    | 5     |
| 5             | Anas Ouahim              | Sydney FC         | 2   |     |     |     | 3   |     |      |      |     |     |     |     |    | 5     |
| 5             | Rafaelson                | Nam Định          | 1   |     | 1   |     | 1   | 2   |      |      |     |     |     |     |    | 5     |
| 5             | Adrian Segecic           | Sydney FC         |     |     | 1   |     |     | 1   | 2    | 1    |     |     |     |     |    | 5     |
| 5             | Song Ui-young            | Lion City Sailors |     | 1   |     |     | 1   | 3   |      |      |     |     |     |     |    | 5     |
| 5             | Maxime Lestienne         | Lion City Sailors | 1   |     |     | 1   |     |     | 1    | 1    |     |     |     |     | 1  | 5     |

Note
- Os gols marcados nos play-offs de qualificação e nas partidas anuladas pela AFC não são contabilizados para determinar o artilheiro (Artigo 64.4 do Regulamento)